# Görögország az 1952. évi téli olimpiai játékokon
Görögország a norvégiai Oslóban megrendezett 1952. évi téli olimpiai játékok egyik részt vevő nemzete volt. Az országot az olimpián 1 sportágban 3 sportoló képviselte, akik érmet nem szereztek.

## Alpesisí
Férfi
| Versenyző            | Versenyszám | 1. futam      | 1. futam      | 2. futam | 2. futam | Összesítés | Összesítés |
| Versenyző            | Versenyszám | Idő           | Hely.         | Idő      | Hely.    | Idő        | Helyezés   |
| -------------------- | ----------- | ------------- | ------------- | -------- | -------- | ---------- | ---------- |
| Andóniosz Miliórdosz | Lesiklás    |               |               |          |          | kizárták   | kizárták   |
| Andóniosz Miliórdosz | Műlesiklás  | 2:26,9        | 79.           | kiesett  | kiesett  | kiesett    | kiesett    |
| Ángelosz Lembészi    | Lesiklás    |               |               |          |          | kizárták   | kizárták   |
| Ángelosz Lembészi    | Műlesiklás  | nem ért célba | nem ért célba | kiesett  | kiesett  | kiesett    | kiesett    |
| Aléxandrosz Vúxinosz | Lesiklás    |               |               |          |          | 6:10,8     | 72.        |
| Aléxandrosz Vúxinosz | Műlesiklás  | nem ért célba | nem ért célba | kiesett  | kiesett  | kiesett    | kiesett    |